# حديقة جبل رينييه

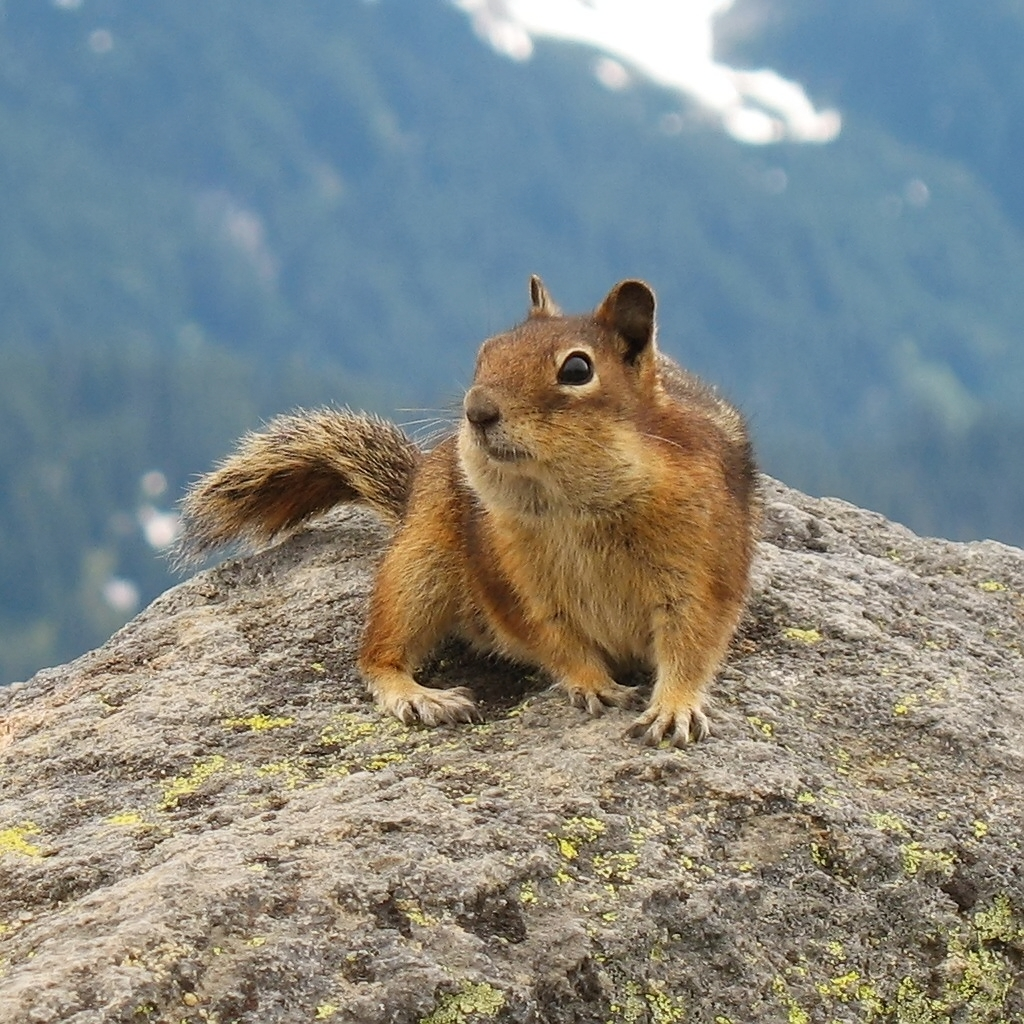
سنجاب في المنتزه

منتزه جبل رانيه منتزه وطني في أمريكا وتحديداً بمقاطعة لويس (واشنطن) أقصى شمال غرب الولايات المتحدة يتبع لدائرة المنتزهات الوطنية، افتتح المنتزه الواقع وسط جبل رينيه بالقرب من مدينة تاكوما في مارس سنة 1899 ويتراوح ارتفاعه عن سطح البحر من 490 إلى 4300 ألف متر فوق مستوى سطح البحر أعلى نقطة بالمنتزه هي منطقة كاساكيد وتبلغ مساحته 953 كم مربع ويزوره سنويا مليون و 300 ألف سائح.

## المناخ
يظهر الجدول التالي التغييرات المناخية على مدار السنة لحديقة جبل رينييه:
| البيانات المناخية لـحديقة جبل رينييه                               | البيانات المناخية لـحديقة جبل رينييه | البيانات المناخية لـحديقة جبل رينييه | البيانات المناخية لـحديقة جبل رينييه | البيانات المناخية لـحديقة جبل رينييه | البيانات المناخية لـحديقة جبل رينييه | البيانات المناخية لـحديقة جبل رينييه | البيانات المناخية لـحديقة جبل رينييه | البيانات المناخية لـحديقة جبل رينييه | البيانات المناخية لـحديقة جبل رينييه | البيانات المناخية لـحديقة جبل رينييه | البيانات المناخية لـحديقة جبل رينييه | البيانات المناخية لـحديقة جبل رينييه | البيانات المناخية لـحديقة جبل رينييه |
| الشهر                                                              | يناير                                | فبراير                               | مارس                                 | أبريل                                | مايو                                 | يونيو                                | يوليو                                | أغسطس                                | سبتمبر                               | أكتوبر                               | نوفمبر                               | ديسمبر                               | المعدل السنوي                        |
| ------------------------------------------------------------------ | ------------------------------------ | ------------------------------------ | ------------------------------------ | ------------------------------------ | ------------------------------------ | ------------------------------------ | ------------------------------------ | ------------------------------------ | ------------------------------------ | ------------------------------------ | ------------------------------------ | ------------------------------------ | ------------------------------------ |
| الدرجة القصوى °ف (°م)                                              | 65 (18)                              | 62 (17)                              | 70 (21)                              | 78 (26)                              | 88 (31)                              | 86 (30)                              | 87 (31)                              | 94 (34)                              | 89 (32)                              | 88 (31)                              | 78 (26)                              | 66 (19)                              | 94 (34)                              |
| متوسط درجة الحرارة الكبرى °ف (°م)                                  | 34.9 (1.6)                           | 35.7 (2.1)                           | 37.9 (3.3)                           | 42.1 (5.6)                           | 49.3 (9.6)                           | 54.7 (12.6)                          | 63.3 (17.4)                          | 64.5 (18.1)                          | 58.1 (14.5)                          | 47.9 (8.8)                           | 37.3 (2.9)                           | 33.8 (1.0)                           | 46.6 (8.1)                           |
| المتوسط اليومي °ف (°م)                                             | 28.7 (−1.8)                          | 28.9 (−1.7)                          | 30.8 (−0.7)                          | 34.0 (1.1)                           | 40.5 (4.7)                           | 45.5 (7.5)                           | 53.0 (11.7)                          | 54.2 (12.3)                          | 48.9 (9.4)                           | 40.1 (4.5)                           | 31.0 (−0.6)                          | 27.4 (−2.6)                          | 38.6 (3.7)                           |
| متوسط درجة الحرارة الصغرى °ف (°م)                                  | 22.5 (−5.3)                          | 22.1 (−5.5)                          | 23.7 (−4.6)                          | 25.9 (−3.4)                          | 31.8 (−0.1)                          | 36.2 (2.3)                           | 42.7 (5.9)                           | 43.9 (6.6)                           | 39.7 (4.3)                           | 32.3 (0.2)                           | 24.7 (−4.1)                          | 21.1 (−6.1)                          | 30.6 (−0.8)                          |
| أدنى درجة حرارة °ف (°م)                                            | −13 (−25)                            | −18 (−28)                            | −2 (−19)                             | 2 (−17)                              | 13 (−11)                             | 13 (−11)                             | 20 (−7)                              | 26 (−3)                              | 18 (−8)                              | 2 (−17)                              | −11 (−24)                            | −20 (−29)                            | −20 (−29)                            |
| الهطول إنش (مم)                                                    | 18.24 (463)                          | 12.69 (322)                          | 12.56 (319)                          | 8.30 (211)                           | 5.89 (150)                           | 4.11 (104)                           | 1.95 (50)                            | 1.97 (50)                            | 4.71 (120)                           | 10.43 (265)                          | 20.28 (515)                          | 17.17 (436)                          | 118.3 (3٬005)                        |
| متوسط تساقط الثلوج إنش (سم)                                        | 118.7 (301)                          | 91.6 (233)                           | 90.6 (230)                           | 67.5 (171)                           | 26.1 (66)                            | 5.6 (14)                             | 0.3 (0.76)                           | 0.1 (0.25)                           | 1.4 (3.6)                            | 24.1 (61)                            | 120.9 (307)                          | 124.0 (315)                          | 670.9 (1٬702٫61)                     |
| متوسط أيام هطول الأمطار (≥ 0.01 in)                                | 21.1                                 | 17.8                                 | 21.5                                 | 18.8                                 | 15.4                                 | 12.8                                 | 7.3                                  | 6.6                                  | 9.6                                  | 15.0                                 | 21.7                                 | 21.1                                 | 188.7                                |
| متوسط الأيام المثلجة (≥ 0.1 in)                                    | 18.5                                 | 15.9                                 | 19.5                                 | 14.4                                 | 7.9                                  | 2.5                                  | 0.2                                  | 0.1                                  | 0.7                                  | 6.2                                  | 16.6                                 | 19.0                                 | 121.5                                |
| المصدر #1: NOAA (normals, 1981–2010)                               |                                      |                                      |                                      |                                      |                                      |                                      |                                      |                                      |                                      |                                      |                                      |                                      |                                      |
| المصدر #2: Western Regional Climate Center (extremes 1916–present) |                                      |                                      |                                      |                                      |                                      |                                      |                                      |                                      |                                      |                                      |                                      |                                      |                                      |